# 2MASS J16241436+0029158
2MASS J16241436+0029158 ist ein Brauner Zwerg der Spektralklasse T6 im Sternbild Schlange. Seine Position verschiebt sich aufgrund seiner Eigenbewegung jährlich um 0,373 Bogensekunden. Zudem weist er eine Parallaxe von 90,9 Millibogensekunden auf. Er wurde 1999 von Michael A. Strauss et al. entdeckt.